# Округ Истланд (Тексас)
Округ Истланд (енгл. Eastland County) је округ у америчкој савезној држави Тексас. По попису из 2010. године број становника је 18.583.

## Демографија
Према попису становништва из 2010. у округу је живело 18.583 становника, што је 286 (1,6%) становника више него 2000. године.
| Група             | 2000.          | 2010.          |
| Белци             | 15.686 (85,7%) | 15.271 (82,2%) |
| Афроамериканци    | 399 (2,2%)     | 335 (1,8%)     |
| Азијати           | 38 (0,2%)      | 62 (0,3%)      |
| Хиспаноамериканци | 1.976 (10,8%)  | 2.673 (14,4%)  |
| Укупно            | 18.297         | 18.583         |